# Issam Abou Jamra
Issam Abou Jamra (né en 1937) est un homme politique libanais et un ancien général de l'armée.

## Biographie
Il intègre l'Armée libanaise en 1956 et devient officier en 1959. Il est promu général en 1990 par Michel Aoun.
En 1984, il obtient une licence de droit.
En 1988, il est Vice-Premier ministre du gouvernement intérimaire dirigé par Michel Aoun, dont il sera l'un des plus proches collaborateurs. Il occupa aussi les postes de ministre de la Justice, de l'Économie et du Commerce, de l'Habitat et des Coopératives, des Postes et des Télécommunications et des Ressources hydrauliques et électriques.
Le 13 octobre 1990, il sera évacué lors de l'attaque syrienne du palais présidentiel de Baabda, aux côtés d'Aoun et du troisième ministre du cabinet, le général Edgar Maalouf, et partira en exil en France en 1991.
Il rentre au Liban le 7 mai 2005, après le retrait syrien et la Révolution du Cèdre. Il est membre fondateur du parti dirigé par Aoun, le Courant patriotique libre.
En juillet 2008, Abou Jamra est nommé comme vice-premier ministre du gouvernement d'union nationale formé après l'accord de Doha entre l'opposition et la majorité libanaise.
Lors des élections législatives de 2009, il poste les couleurs du CPL comme candidat au siège grec-orthodoxe de la première circonscription de Beyrouth. Il est battu par Nayla Tueni (en). Il n'est pas reconduit comme vice-premier ministre au sein du gouvernement de Saad Hariri en novembre 2009. À la suite des élections, ses relations avec Aoun se détériorent et depuis, il adopte une attitude critique à l'égard de la direction du parti.